# Resolución 25 del Consejo de Seguridad de las Naciones Unidas
La resolución 25 del Consejo de Seguridad de las Naciones Unidas fue aprobada el 22 de mayo de 1947, tras haber examinado la petición de la República Italiana para poder ser miembro de las Naciones Unidas. En esta resolución, el Consejo recomendó a la Asamblea General la aceptación de Italia como miembro.
Esta resolución se adoptó por 10 votos a favor. Australia optó por la abstención.